# Ahmadou Ahidjostadion
Het Ahmadou Ahidjostadion is een multifunctioneel stadion in Yaoundé, de hoofdstad van Kameroen. Het stadion wordt meestal gebruikt voor voetbalwedstrijden, maar er kunnen ook atletiekwedstrijden gehouden worden. Het is gebouwd in 1972. In 2016 werd het stadion gerenoveerd om te kunnen worden gebruikt voor het vrouwentoernooi van de Afrika Cup. De finale werd hier gespeeld tussen Nigeria en Kameroen.
In dit stadion is plaats voor 38.509 toeschouwers. In dit stadion spelen Canon Yaoundé en Tonnerre Yaoundé. Het wordt tevens weleens gebruikt voor internationale thuiswedstrijden van het nationale voetbalelftal. Het stadion is vernoemd naar Ahmadou Babatoura Ahidjo, hij was van 1960 tot 1982 de eerste president van Kameroen.

## Afrika Cup
In 1972 was het een van de twee stadions die werden gebruikt voor de Afrika Cup van dat jaar. Op dat toernooi werden hier alle wedstrijden van groep A gespeeld. Ook in de knock-outfase werden er wedstrijden gespeeld, waaronder de finale tussen Congo-Brazzaville en Mali. In 2022 werden hier weer wedstrijden op het Afrikaans kampioenschap gespeeld.
| №               | Datum            | Wedstrijd                    | Uitslag         | Ronde           |
| Afrika Cup 1972 | Afrika Cup 1972  | Afrika Cup 1972              | Afrika Cup 1972 | Afrika Cup 1972 |
| --------------- | ---------------- | ---------------------------- | --------------- | --------------- |
| 1               | 23 februari 1972 | Kameroen – Kenia             | 2–1             | Groepsfase      |
| 2               | 24 februari 1972 | Mali – Togo                  | 3–3             | Groepsfase      |
| 3               | 26 februari 1972 | Mali – Kenia                 | 1–1             | Groepsfase      |
| 4               | 26 februari 1972 | Kameroen – Togo              | 2–0             | Groepsfase      |
| 5               | 28 februari 1972 | Togo – Kenia                 | 1–1             | Groepsfase      |
| 6               | 28 februari 1972 | Kameroen – Mali              | 1–1             | Groepsfase      |
| 7               | 2 maart 1972     | Kameroen – Congo-Brazzaville | 0–1             | Halve finale    |
| 8               | 4 maart 1972     | Kameroen – Zaïre             | 5–2             | Troostfinale    |
| 9               | 5 maart 1972     | Congo-Brazzaville – Mali     | 3–2             | Finale          |
| Afrika Cup 2021 |                  |                              |                 |                 |
| 10              | 10 januari 2022  | Marokko – Ghana              | 1–0             | Groepsfase      |
| 11              | 10 januari 2022  | Comoren – Gabon              | 0–1             | Groepsfase      |
| 12              | 14 januari 2022  | Marokko – Comoren            | 2–0             | Groepsfase      |
| 13              | 14 januari 2022  | Gabon – Ghana                | 1–1             | Groepsfase      |
| 14              | 18 januari 2022  | Zimbabwe – Guinee            | 2–1             | Groepsfase      |
| 15              | 18 januari 2022  | Gabon – Marokko              | 2–2             | Groepsfase      |
| 16              | 19 januari 2022  | Egypte – Soedan              | 1–0             | Groepsfase      |
| 17              | 25 januari 2022  | Marokko – Malawi             | 2–1             | Achtste finale  |
| 18              | 30 januari 2022  | Egypte – Marokko             | 2–1             | Kwartfinale     |
| 19              | 30 januari 2022  | Senegal – Equatoriaal-Guinea | 3–1             | Kwartfinale     |
| 20              | 2 februari 2022  | Burkina Faso – Senegal       | 1–3             | Halve finale    |
| 21              | 5 februari 2022  | Burkina Faso – Kameroen      | 3–3             | Troostfinale    |